# Autoharp
L'autoharp è uno strumento musicale a corde pizzicate, appartenente alla famiglia dei cordofoni.
Nonostante il nome non si tratta di un'arpa ma piuttosto di una variante dello Zither austriaco ed è quindi da considerare più affine al salterio e al dulcimer. È utilizzato soprattutto nella regione dei monti Appalachi per accompagnare la musica folk o il bluegrass.

## Storia e marchio
Le origini dell'autoharp non sono certe ed è in corso un dibattito sull'argomento. Nel 1882, Charles F. Zimmermann, un immigrato tedesco di Philadelphia, depositò il brevetto n° 257808 per uno strumento musicale che includeva un meccanismo per silenziare alcune corde durante l'esecuzione. Aveva chiamato quest'invenzione "autoharp". L'Encyclopaedia Britannica, tuttavia, nel 1988 attribuiva la ideazione di questo strumento a C. A. Gütter
Nel 1926 la società US Music Corporation, deposita il marchio Autoharp e da allora pretende di esserne proprietaria. In realtà l'ufficio dei brevetti statunitense (USTPO) non protegge che le parole, lettere e/o nomi nella loro forma stilizzata. Perciò, in realtà, solo il logo Autoharp è protetto, il termine invece è diventato una parola d'uso generale.

## Costruzione
L'autoharp moderno ha una cassa di forma trapezoidale, con un foro centrale rotondo, e 36 o 37 corde (esistono anche modelli più complessi che possono averne fino a 48, ma sono casi rari); sono tese nel senso della lunghezza dello strumento. Le corde sono fissate alla base e possono essere accordate mediante dei bischeri metallici posti nella parte superiore della cassa, coi quali si può regolare l'altezza del suono di ogni corda, utilizzando un'apposita chiave di ferro.
La caratteristica di questo strumento, che la differenzia dagli altri tipi di salterio, è una tastiera posta al di sopra delle corde, nel senso della larghezza della cassa, che contiene un meccanismo, comandato dai tasti, (il cui numero varia in funzione del tipo di strumento) equipaggiato da smorzatori che fermano la vibrazione di certe corde, permettendo d'ottenere differenti accordi con le corde rimaste libere. 
In genere i modelli più comuni di autoharp dispongono di un insieme di dodici accordi (tra maggiori, minori e di settima), mentre quelli più elaborati possono eseguirne un numero maggiore.

## Autoharp elettrica
Prima del 1960 non esistevano pickup per amplificare l'autoharp, al di fuori di rudimentali microfoni a contatto di bassa qualità. In seguito, un apposito pickup a barra venne progettato da Harry DeArmond e realizzato dalla Rowe Industries. Roger Penney della Bermuda Triangle Band è stato il primo a suonare la electric autoharp in pubblico, come citato da un articolo di Variety del 1968.
Nel 1981 è stata realizzata una versione sintetizzata di autoharp, denominata Omnichord del quale sono stati prodotti vari modelli fino alla generazione più recente denominata "Q-chord".

## Tecnica esecutiva

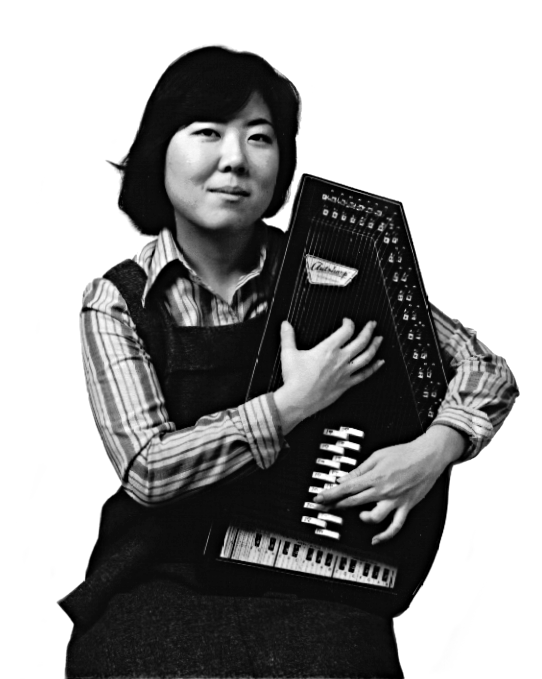
Un modo di suonare l'autoharp (che può anche essere tenuta in posizione orizzontale)

L'autoharp è uno strumento che offre diverse possibilità d'esecuzione: può essere utilizzato per accompagnare semplicemente una melodia pizzicandone le corde con un plettro sulla parte libera oppure farne un uso più elaborato ed ugualmente melodico, suonando con le dita della mano destra, in questo caso, di solito, il pollice suona le note basse, mentre le altre dita eseguono la melodia armonizzata. Una reale difficoltà tecnica di questo strumento risiede nella sua accordatura visto il gran numero di corde presenti.

## Suonatori di autoharp
L'autoharp deve la sua diffusione nella zona dei monti Appalachi alla capacità persuasiva dei venditori che erano riusciti a convincere i montanari, che avrebbero potuto facilmente cantare le arie tradizionali accompagnandosi con questo strumento senza avere grandi cognizioni musicali.
È diventato piuttosto conosciuto negli Stati Uniti d'America grazie alla famiglia di musicisti tradizionali Carter, tra cui la più famosa è stata Maybelle Carter. Altri celebri musicisti che hanno utilizzato l'autoharp sono stati: The Beach Boys nell'album Today! del 1965, Dolly Parton, June Carter, moglie di Johnny Cash, Jon Anderson degli Yes, Steve Hackett, Brian Jones dei Rolling Stones, Janis Joplin, Joni Mitchell, John Sebastian dei The Lovin' Spoonful, PJ Harvey, Peter Hayes dei Black Rebel Motorcycle Club, Lyle Mays, la drag queen Trixie Mattel.